# Пам'ятний знак Першій бібліотеці

Пам'ятний знак Першій бібліотеці в Києві

Пам'ятний знак Першій бібліотеці або Пам'ятна стела бібліотеці Софійського собору — пам'ятний знак (стела) на території Софійського собору в Києві на честь його бібліотеки, що традиційно вважається першою на Русі́-Україні (заснована князем Ярославом Мудрим в ХІ ст.).

## Загальна інформація
Автор пам'ятной стели — відомий український скульптор І. П. Кавалерідзе.
Пам'ятний знак було встановлено 1969 року на території тодішнього заповідника Софійський музей.

## Опис
Невисока гранітна брила природної форми встановлена на постаменті із пласких гранітних блоків. Фронтальна сторона брили стилізована під сторінку з давньоруського рукопису; на ній зображено контррельєфом портрет князя Ярослава з книгою в руках і напис (слова з літопису «Повість врем'яних літ»), стилізований під давньоруську мову: «В літо 6545. Сей же Ярослав, син Володимер, насея книжными словесы серца вєрных людей. Велика бо польза бывает чловєку од учення книжного».